# I liga paragwajska w piłce nożnej (1961)
Mistrzem Paragwaju został klub Cerro Porteño, natomiast wicemistrzem Paragwaju został klub Club Olimpia.
Mistrzostwa rozegrano systemem każdy z każdym mecz i rewanż. Najlepszy w tabeli klub został mistrzem Paragwaju.
Do turniejów międzynarodowych zakwalifikowały się następujące kluby:
- Copa Libertadores 1962: Cerro Porteño

Z ligi nikt nie spadł, ani nikt do niej nie awansował.

## Primera División

### Tabela końcowa sezonu 1961
| Poz | Klub                  | Punkty |
| --- | --------------------- | ------ |
| 1   | Club Olimpia          | 28     |
| 2   | Cerro Porteño         | 28     |
| 3   | Sportivo Luqueño      | 28     |
| 4   | Club Guaraní          | 27     |
| 5   | Club Libertad         | 24     |
| 6   | Club Nacional         | 20     |
| 7   | Club River Plate      | 16     |
| 8   | Sportivo San Lorenzo  | 14     |
| 9   | Club Sol de América   | 13     |
| 10  | Club Presidente Hayes | 11     |
| 11  | Tembetary Ypané       | 11     |

Baraż o ostatnie miejsce w tabeli
- Club Presidente Hayes – Tembetary Ypané 5:1 i 1:1

Ostatnie miejsce w tabeli zajął klub Tembetary Ypané, co oznaczało konieczność rozegrania barażu z najlepszym klubem drugiej ligi o utrzymanie się w pierwszej lidze.
Baraż o utrzymanie się w pierwszej lidze.
- Club Rubio Ñú – Tembetary Ypané 3:1 i 1:2, dod. 1:3

Klub Tembetary Ypané pozostał w pierwszej lidze, a Club Rubio Ñú w drugiej.

### Baraż o mistrzostwo Paragwaju 1961
Przyczyną barażu była równa liczba punktów zdobytych przez trzy najlepsze w tabeli kluby.
| Mecz                                 |
| ------------------------------------ |
| Club Olimpia – Cerro Porteño 2:2     |
| Cerro Porteño – Club Olimpia 4:0     |
| Cerro Porteño – Sportivo Luqueño 4:0 |
| Sportivo Luqueño – Cerro Porteño 0:1 |
| Club Olimpia – Sportivo Luqueño 3:1  |
| Sportivo Luqueño – Club Olimpia 2:3  |

| Poz | Klub             | Mecze | Zw | Rem | Por | Pkt | BrZd | BrStr |
| --- | ---------------- | ----- | -- | --- | --- | --- | ---- | ----- |
| 1   | Cerro Porteño    | 4     | 3  | 1   | 0   | 7   | 11   | 2     |
| 2   | Club Olimpia     | 4     | 2  | 1   | 1   | 5   | 8    | 9     |
| 3   | Sportivo Luqueño | 4     | 0  | 0   | 4   | 0   | 3    | 11    |

## Klasyfikacja strzelców w sezonie 1961
| Gole | Piłkarz            | Klub         |
| ---- | ------------------ | ------------ |
| 17   | Justo Pastor Leiva | Club Guaraní |